# Olga Kaiser
Olga Kaiser, geborene Burki (* 6. März 1897 in Lohn; † 27. März 1947 in Luzern), war eine Schweizer Schriftstellerin und Dramatikerin.

## Leben
Als Tochter der früh verwitweten Marie Burki-Lüthy (1860–1919) in Lohn geboren, lebte Olga Burki in der Jugendzeit in diesem solothurnischen Dorf und besuchte Schulen in Lohn und in Biberist. Sie arbeitete seit der Lehrabschlussprüfung im Jahr 1916 in Lohn als Schneiderin und ab 1922 nach einer zweiten Ausbildung in Biberist als Coiffeuse. 1920 heiratete sie Erhard Kaiser (1896–1940) von Biberist, Arbeiter im Eisenwerk Gerlafingen der Ludwig von Roll’schen Eisenwerke. Im Jahr 1930 errichtete das Ehepaar ein frühes modern gestaltetes Einfamilienhaus in Biberist.
Seit 1932 trat Olga Kaiser als Schriftstellerin in Erscheinung, zunächst als Verfasserin von Romanen und als Theaterautorin, dann auch mit Kurzgeschichten und mit Artikeln in Zeitschriften, Kalendern und der solothurnischen Presse sowie in Periodika der christlichsozialen Bewegung, unter anderem in der Hochwacht, die in Winterthur erschien. In Beiträgen und Zeitungskolumnen äusserte sie sich unter anderem zu aktuellen sozialen Fragen in der Schweiz und zur Volkskultur im Kanton Solothurn. Einzelne Texte schrieb sie im Solothurner Dialekt. Zwei Theaterstücke wurden von Gieri Vinzenz (1897–1982), Truns, in das Rätoromanische übersetzt und um 1938 im Kanton Graubünden aufgeführt. Von 1937 bis 1946 trat Olga Kaiser in mehreren Kantonen und im Rahmen von Sendungen des Schweizer Radios mit Vorträgen und Werklesungen an die Öffentlichkeit.
Olga Kaiser engagierte sich in Arbeitervereinen des Kantons Solothurn, so im Verband katholischer Arbeiterinnen und im 1919 von Rechtsanwalt und Nationalrat Joseph Anton Scherrer (1847–1924) gegründeten Christlichsozialen Arbeiterbund (CAB) der Schweiz. Als Gastreferentin trat sie am CAB-Verbandskongress vom 19. August 1939 in Zürich auf. Im Kanton Solothurn stand sie im Kontakt mit dem Redaktor Otto Walliser (1890–1969), Sekretär der kantonalen Katholischen Volkspartei.
Olga Kaiser gehörte der von Agnes von Segesser (1884–1964) und Hilde Vérène Borsinger (1897–1986) gegründeten schweizerischen Künstlerinnenvereinigung «Club Hrotsvit» an und war auch Mitglied in deren Vorstand.
Der Nachlass von Olga Kaiser-Burki befindet sich seit 2017 im Bestand der Gosteli-Stiftung in Worblaufen.

## Werke
- Regina Odermatt. Eine Bilderfolge aus Nidwaldens schweren Tagen 1798. Theaterstück, 1934.
- Das alte graue Haus. Roman, 1935. — Neu herausgegeben: Knapp Verlag, Olten 2018, ISBN 978-3-906311-47-0.
- Die vom Stein. Theaterstück, 1935 (zur Geschichte des solothurnischen Adelsgeschlechts «Vom Stein»).
- Wie sich auch unsere Arbeiterbuben Zeltlagerferien leisten können. Veröffentlicht in: Der Arbeiter, 1935.
- Urwald wird Heimat. Roman, 1937.
- Das St.-Joderglöcklein von Gsteig. Theaterstück, 1937; rätoromanische Version, Gieri Vinzenz: Il zennet de S. Gioder.
- Und war doch einst König in seinem Reich. Roman, publiziert in: Schaffhauser Zeitung, 1937.
- Feuer über der Bretagne. Theaterstück, 1938.
- Dr Guldima wott i Völkerbund. Theaterstück, 1938; vom Radio Studio Bern 1938 auch als Hörspiel produziert; rätoromanische Version, Gieri Vinzenz: Rest de Muntatsch vul ir a Genevra.
- D’Ämme ruschet wild derdur. Kurzgeschichte, veröffentlicht in: Solothurner Anzeiger, 1938.
- Wie wir in unserem Betrieb zu Familienzulagen kamen. Veröffentlicht in: Werkvolk, 1938.
- S’Wunderchrut. Weihnachtsspiel, 1946.